# Agrostis viridis
Agrostis viridis é uma espécie de gramínea do gênero Agrostis, pertencente à família Poaceae.